# Odin Owns Ye All
Odin Owns Ye All är det andra studioalbumet med det norska viking metal/folk metal-bandet Einherjer. Albumet släpptes 1998 av skivbolaget Century Media Records.

## Låtlista
1. "Leve Vikingeaanden" (instrumental) – 1:35
2. "Out of Ginnungagap"  – 5:37
3. "Clash of the Elder" – 5:19
4. "Odin Owns Ye All" – 4:34
5. "Remember Tokk" – 5:30
6. "Home" – 7:16
7. "The Pathfinder and the Prophetess" –  3:42
8. "Inferno"  – 4:51
9. "A New Earth" – 6:51

- Text: Frode Glesnes (spår 2, 4–9), Gerhard Storesund (spår 3)
- Musik: Gerhard Storesund (spår 1–4, 7–9), Frode Glesnes (spår 5, 6)

Se också: Ginnungagap

## Medverkande
Musiker (Einherjer-medlemmar)
- Ragnar Vikse – sång, bakgrundssång
- Frode Glesnes – gitarr, bakgrundssång
- Erik Elden – basgitarr, bakgrundssång
- Gerhard Storesund – trummor, keyboard, bakgrundssång

Produktion
- Einherjer – producent
- Andy La Rocque (Anders Allhage) – producent, ljudtekniker, ljudmix
- Kjell Börve – ljudtekniker
- Frode Glesnes – ljudmix
- Gerhard Storesund – ljudmix
- Odd-Andreas Wåge – omslagsdesign, omslagskonst, foto
- Atle Skudal – logo